# Arxiu notarial
Els arxius notarials o arxius de protocols són els conjunts d'agrupacions de documents orgànics formats pels manuals, llibres de notes i protocols produïts pels escribes o notaris en l'exercici de les seves funcions. Els escribes i notaris són els oficials públics encarregats de testimoniar els actes promoguts per particulars conferint-los un valor legal, és a dir, dotant-los de fe pública. La documentació dels fons notarials és de gran transcendència, ja que neix pel desig de donar seguretat i validesa a les relacions jurídico-privades. Mitjançant escriptures notarials i la intervenció del notari, amb autoritat emanada per la institució pública, es garanteix l'autenticitat del document i se'l dota d'un valor probatori, demostratiu. La classificació dels documents notarials es fa mitjançant els districtes, és a dir, tots els documents de les notaries d'un mateix districte territorial formaran part del fons d'un mateix arxiu notarial.

## Procés històric de formació
L'arxiu notarial com a conjunt ordenat de protocols notarials, classificats per procedències i disposats cronològicament, no va existir a l'edat mitjana. El que ocorre a l'edat mitjana és la documentació que els notaris offici havien de retenir com a obligació del seu càrrec i que havien de custodiar, quedant en propietat del notari, ja que l'officium notarial tenia caràcter patrimonial i, per tant, podien disposar dels seus protocols per venda, arrendament, donació o testament. És a partir del segle xiii que es va consagrar la transformació del scriptor en notarius i de la scriptura en instrumentum publicum. El notari serà, a partir d'aquest moment, la persona dotada de la fides pública i l'instrument que gaudirà de validesa jurídica davant del poder corresponent. La formació d'arxius com a institució va aparèixer posteriorment a Catalunya, i a la resta de l'Estat, amb la promulgació de la Llei Orgànica del Notariat del 28 de maig del 1862 i els reglaments i decrets posteriors, especialment el de 1869. Aquest endarreriment normatiu pel que fa a la formació d'arxius i ordenació del dipòsit arxivístic de protocols, es deu a la concepció patrimonial dels oficis i pel principi vigent de la propietat privada dels protocols. Aquest endarreriment legislatiu ha provocat que molts dels protocols més antics s'hagin perdut i que, ben sovint, hagin arribat en un deficient estat de conservació, ja que, malgrat que el notari tenia l'obligació de guardar i tenir cura dels llibres propis i els dels seus antecessors, els protocols que ja no proporcionaven rendiment eren arraconats a les golfes o a les quadres de les cases i, com a material privat, la cura de mantenir-los en bones condicions pertanyia al notari.

## Primeres normatives
La Llei Orgànica del Notariat del 1862 va ser la primera disposició general encaminada a constituir els arxius notarials. Determinava que els protocols pertanyien a l'Estat i que els notaris els conservarien d'acord amb les lleis, com arxivers i sota la seva responsabilitat. Disposava, a més, la creació d'arxius generals d'escriptures públiques a cada Audiència Territorial, en els quals serien custodiats els registres de més de vint-i-cinc anys d'antiguitat. El reglament del mateix any ja especificava que cap persona que no fos notari podria tenir a càrrec seu un arxiu de protocols. No obstant això, aquesta llei no va assolir del tot el seu objectiu, ja que era massa ambiciosa i suposava una concentració excessiva de la documentació, i perquè el marge de 25 anys era massa reduït i podia perjudicar els particulars.
La segona disposició fonamental va ser el Decret llei de 8 de gener de 1869 de formació dels arxius generals de districte, que replantejava l'organització d'aquests arxius. Va suprimir els arxius generals de protocols de les Audiències i va crear els arxius de Districte notarial o de partit judicial establerts a la població on residís el jutjat de primera instància, amb protocols amb més de 30 anys. Així mateix, per primer cop, s'introduïa de manera clara la figura del notari arxiver com a responsable de l'arxiu –responsabilitat que avui dia continua mantenint– escollit pel Ministeri d'entre els que residien a la localitat i a compte del qual havien d'anar la confecció dels inventaris, les despeses i també els beneficis que es derivaven de la seva instal·lació i custòdia. Va ser durant aquesta època quan es va iniciar la recollida de protocols de les cases particulars i de les notaries, com també de les diferents corporacions civils i religioses de viles i ciutats, començant, així, a formar-se els primers veritables arxius de protocols.
També va ser important el Reial Decret del 14 de març de 1902 sobre els arxius de protocols, que havia de donar suport al contingut del Decret llei de 1869, i que començava recordant als notaris l'obligació de portar a l'arxiu de districte els protocols, llibres i papers que estiguessin en el seu poder i que havien d'integrar a aquests arxius. També els recordava la necessitat d'elaborar inventaris dels protocols i més documentació notarial, inventaris que sí que es van realitzar i que avui són d'una enorme utilitat. Això no obstant, amb tota aquesta reglamentació, el valor històric dels arxius de protocols no va ser reconegut fins a la Reial-ordre del 1914, que feia accessible als investigadors la documentació notarial de més de cent anys.
Durant els anys de la República i la Guerra Civil va haver-hi tot un seguit de decrets i contra-decrets. Un dels més importants, ja que va marcar la reglamentació posterior, és el Reglament Notarial del 2 de juny de 1944, pel qual s'aprovava l'organització i el règim del notariat i es fixava la creació d'un Arxiu General de Protocols a cada cap del Districte Notarial, on s'hi havien de recollir els protocols de més de 25 anys. Alhora, obria les portes dels arxius a les persones de notòria competència en els estudis d'investigació històrica.

## Normativa espanyola vigent
La normativa espanyola vigent la constitueix el Decret interministerial del 2 de març del 1945. Elaborat a proposta del Col·legi de Notaris de Barcelona, la seva intenció és deixar de banda qualsevol reglamentació excessivament rígida i procurar assolir la més estreta col·laboració possible entre les diverses institucions (Col·legis de Notaris, Administració Central i Administració Local). Es crea, a cada arxiu de protocols, una Secció Històrica integrada pels manuals de més de 100 anys i oberta als investigadors. S'inclouen tres classes de Seccions Històriques d'arxius de protocols:
- En els Col·legis de Notaris, a càrrec exclusivament dels mateixos Col·legis i sota la inspecció tècnica d'un Patronat Nacional que el mateix decret creava.
- En els arxius històrics provincials, la documentació de les restants capitals de província no incloses en l'apartat anterior, a càrrec del notari arxiver, al qual correspondria l'expedició de còpies, mentre que la direcció i ordenació tècnica es confia al cos d'arxivers.
- En els altres districtes notarials, a càrrec del notari arxiver, que ha de tenir cura del seu tractament i de la seva organització amb l'assessorament tècnic del cos d'arxivers. Aquests són traspassables, en tot cas, a la xarxa d'arxius comarcals de l'Administració Autonòmica corresponent

La conservació i responsabilitat última sobre els arxius de protocols continuen en mans dels notaris arxivers mentre que la direcció i ordenació tècnica d'aquestes seccions es confia, en tots els casos, al Cos Facultatiu d'Arxivers, Bibliotecaris i Arqueòlegs. Aquesta normativa va resultar massa flexible i és aquí on radiquen les principals causes del seu incompliment. Cal tenir present que el Patronat no es va crear fins a l'any 1958 i que la direcció tècnica per part del cos estatal d'arxivers va ser portada a terme per personal de molt diverses administracions (central, autonòmica, local, notaris).

## La normativa autonòmica vigent
La Constitució de 1978 fixa les bases perquè les comunitats autònomes assumeixin les competències pel que fa al patrimoni documental. Així, poden tenir competència exclusiva sobre el patrimoni històric i els arxius que no siguin de titularitat estatal i, a més, poden assumir l'execució de la legislació de l'Estat en matèria d'arxius de titularitat estatal. L'Estatut d'Autonomia de Catalunya de 1979 va recollir plenament aquesta possibilitat als articles 9.6 i 11. L'Ordre del 15 de març de 1982 al seu punt cinquè determina que "la Generalitat assumeix les competències sobre les Seccions Històriques de Protocols Notarials en el territori de Catalunya", encara que afecta només als arxius històrics provincials de Girona, Lleida i Tarragona. Això suposa un clar traspàs de la documentació sobre la documentació històrica pel que fa a les antigues atribucions del Ministeri de Cultura –direcció i ordenació tècnica– i salva, en tot cas, les competències de la institució notarial productora –conservació i responsabilitat últimes en mans dels notaris arxivers–, establertes en el Decret de 1945. Aquesta serà la principal disposició relativa als arxius de protocols fins avui dia. Ni la Llei d'Arxius del 26 d'abril de 1985, ni la Llei de Patrimoni Documental Català del 30 de setembre de 1993, aporten novetats sobre els arxius notarials. No obstant això, la vigent Llei d'Arxius i Documents, del 13 de juliol de 2001, conceptua com a documents públics de Catalunya els produïts pels fedataris i els registres públics i explicita l'Arxiu Històric de Protocols de Barcelona i els arxius històrics provincials com a integrants del Sistema d'Arxius de Catalunya.

## Situació actual dels fons a Catalunya
A Catalunya, els fons conservats avui als diferents arxius generals de districte són realment extraordinaris, malgrat les vicissituds sofertes al llarg dels segles. El fons notarial més important de tots, a causa del seu volum i grandària, és el de l'Arxiu General de Protocols del Districte de Barcelona. També són destacables els arxius generals de la Bisbal d’Empordà, Cervera, Figueres, Girona, Manresa, Olot, o Terrassa (segle xiv-XX). D'altres, en canvi, presenten uns fons més reduïts, a causa especialment dels estralls ocasionats per les diferents conflagracions bèl·liques. Per exemple, les Borges Blanques, Falset, Gandesa (s. XVII-XIX), Granollers, Lleida o la Seu d'Urgell. En la majoria dels casos, els fons centenaris o històrics d'aquests arxius generals de districte han estat traspassats, d'acord amb la legislació vigent, a la xarxa d'arxius històrics comarcals o bé locals. D'aquesta manera, es troben, en primer lloc, als Arxius Històrics Provincials de Girona, Lleida i Tarragona, de titularitat estatal, però amb un traspàs de la gestió a la Generalitat i on es conserven els protocols del mateix districte, a més dels fons notarials d'altres districtes de la província. I, seguidament, als diferents arxius històrics comarcals de la Generalitat de Catalunya i també als arxius municipals, amb un manteniment de la responsabilitat última per part del notari arxiver i de la Junta Directiva del Col·legi. D'altra banda, els fons no centenaris (i de més de vint-i-cinc anys) presenten una situació més diversa. Aquests arxius de caràcter "intermedi", regits pel Reglament Notarial de 1944, de vegades estan ubicats al costat dels centenaris –en secció independent i no accessibles–, altres vegades es troben en locals directament dependents dels notaris arxivers o, en altres ocasions, es troben en locals cedits pels ajuntaments. Mentre aquests últims fons estan inventariats d'acord amb la legislació notarial, els històrics també estan perfectament descrits i, amb els inventaris, majoritàriament, publicats dins de la "Col·lecció d'Inventaris d'Arxius Notarials de Catalunya" de la Fundació Noguera.